# 豐明市
豐明市（日语：／ Toyoake shi */?）是位於日本愛知縣中部，名古屋市東南側的城市。
轄內多為丘陵地，以北側標高72公尺的二村山為最高點，地勢往南逐漸降低，東南側以境川與刈谷市為界，

## 人口
| 豐明市人口分布圖 |                                               |  |
| 豐明市與日本全國年齡別人口分布比較圖 （2005年資料） | 豐明市的年齡、男女別人口分布圖 （2005年資料） |  |
| ■紫色是豐明市 ■綠色是全国 | ■藍色是男性 ■紅色是女性                       |  |
| 豐明市人口變化 \| 1970年 \| 29,776人 \| \| \| 1975年 \| 45,837人 \| \| \| 1980年 \| 54,667人 \| \| \| 1985年 \| 57,969人 \| \| \| 1990年 \| 62,160人 \| \| \| 1995年 \| 64,869人 \| \| \| 2000年 \| 66,495人 \| \| \| 2005年 \| 68,285人 \| \| \| 2010年 \| 69,745人 \| \| \| 2015年 \| 69,127人 \| \| \| 2020年 \| 69,295人 \| \| |                                               |  |
| 資料來源：日本總務省統計中心提供之人口普查數據 |                                               |  |
| 1970年 | 29,776人                                      |  |
| 1975年 | 45,837人                                      |  |
| 1980年 | 54,667人                                      |  |
| 1985年 | 57,969人                                      |  |
| 1990年 | 62,160人                                      |  |
| 1995年 | 64,869人                                      |  |
| 2000年 | 66,495人                                      |  |
| 2005年 | 68,285人                                      |  |
| 2010年 | 69,745人                                      |  |
| 2015年 | 69,127人                                      |  |
| 2020年 | 69,295人                                      |  |

## 歷史
本地過去在令制國時代北部屬於尾張國愛知郡，南部屬於知多郡，北部的沓掛地區過去曾是尾張通往鎌倉的鎌倉街道上的要道；在14世紀末至15世紀初期間近藤氏在此建立了沓掛城，由於位於松平氏與織田氏的勢力之間，長期成為雙方衝突的地方。1560年今川義元試圖攻入尾張國時，雙方即在此地西南側發生桶狹間之戰，也讓織田信長開始崛起。
17世紀進入江戶時代後，大部分區域都成為尾張藩的領地，少部分區域屬於尾張藩御附家老成瀨氏犬山藩的領地。
19世紀末明治維新實施廢藩置縣後，原屬各藩的區域分別改隸屬名古屋縣及犬山縣，在1872年的第一次府縣整併後，原屬愛知縣的區域隸屬新整併的名古屋縣，屬知多郡的區域則劃入新設立的額田縣，不過在隔年又整併至由名古屋縣更名而成的愛知縣。
1889年日本實施町村制，現在的豐明市位於北側的沓掛村和位於南側的豐明村兩個行政區劃，在1906年愛知縣的町村整併中，這兩村被整併為新設立的豐明村，而後在1957年升格改制為豐明町，1972年再升格為豐明市。

### 變遷表
| 1889年10月1日 | 1889年 - 1944年            | 1945年 - 1954年            | 1955年 - 1989年           | 1955年 - 1989年           | 1989年 - 現在             | 現在                      |
| ------------- | -------------------------- | -------------------------- | ------------------------- | ------------------------- | ------------------------- | ------------------------- |
| 沓掛村        | 1906年5月10日 合併為豐明村 | 1906年5月10日 合併為豐明村 | 1957年1月1日 改制為豐明町 | 1972年8月1日 改制為豐明市 | 1972年8月1日 改制為豐明市 | 1972年8月1日 改制為豐明市 |
| 豐明村        | 1906年5月10日 合併為豐明村 | 1906年5月10日 合併為豐明村 | 1957年1月1日 改制為豐明町 | 1972年8月1日 改制為豐明市 | 1972年8月1日 改制為豐明市 | 1972年8月1日 改制為豐明市 |

## 交通

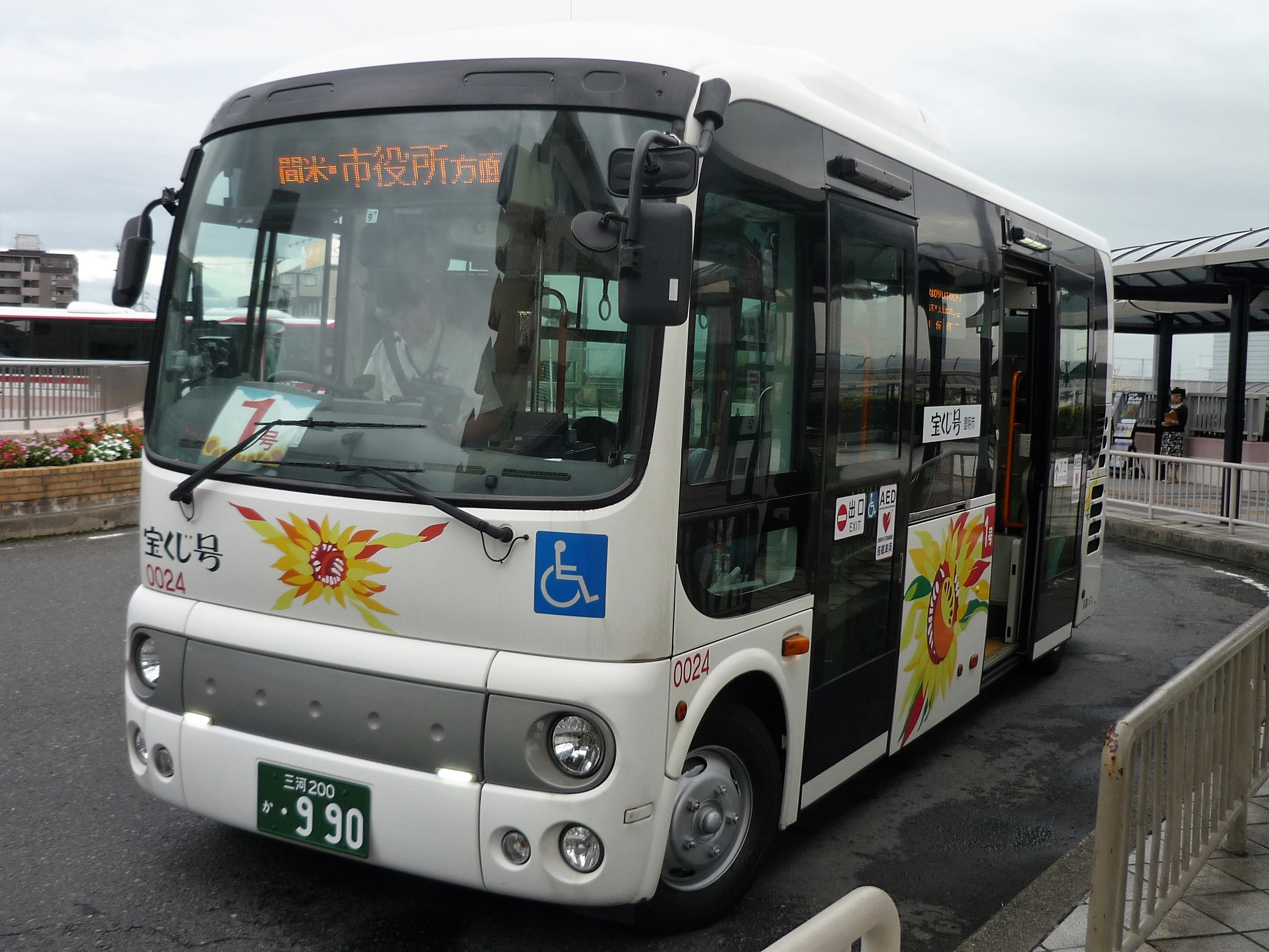
停靠於前後車站的豐明市公共施設巡迴巴士

鐵路名古屋鐵道本線自市區南部通過，經由此鐵路可在約五十分鐘內直接抵達名古屋市區。
名古屋市營地下鐵櫻通線過去也曾有規劃，自現在最東端位於名古屋市綠區的再往東延伸，經過豐明市北部後，再往東延伸至豐田市，但此案目前仍僅於規劃階段。
高速公路伊勢灣岸自動車道同樣自轄區南部通過，並設有豐明交流道。
轄內的客運路線主要由名鐵巴士所經營，其路線主要以前後車站為中心，往北駛至藤田醫科大學醫院後並繼續駛入名古屋市，也有部分路線可前往東鄉町；名古屋市營巴士也有部分路線可自名古屋市綠區內的地鐵站始自位於豐明市與名古屋市邊界上的藤田醫科大學醫院。
由豐明市政府委託名鐵巴士營運的豐明市公共施設巡迴巴士同樣是以前後車站為轉乘樞紐，共開設四條路線，可連結市內中南部的大部分區域；位於西南側大府市所委託營運的大府市循環巴士有部分路線也以市內的前後車站為鐵路轉乘站，因此也可以利用此路線皆至大府市內。

### 鐵路
- 名古屋鐵道
  - 名古屋本線：（←刈谷市） - 豐明車站 - 前後車站 - （名古屋市→）

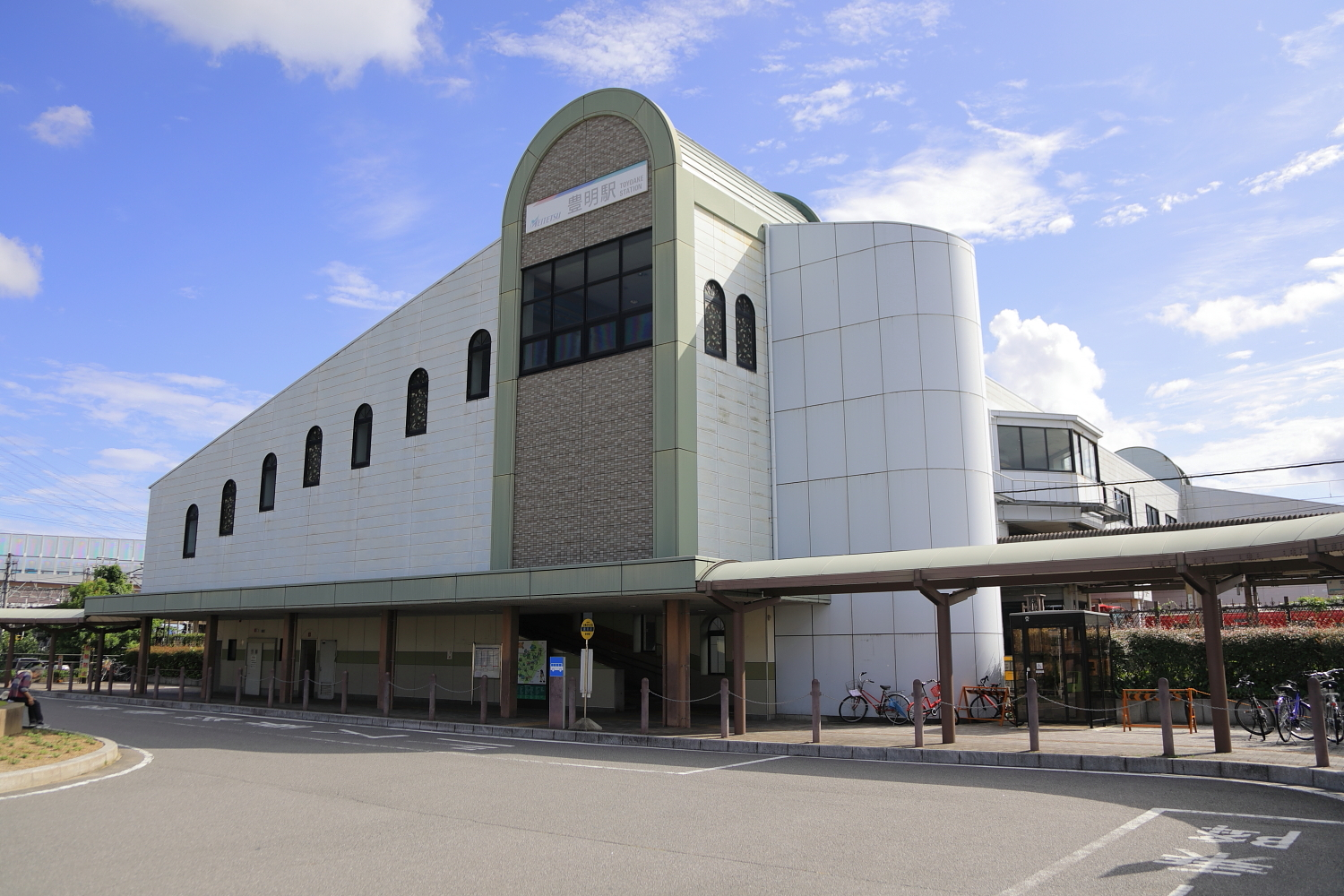
豐明車站北口
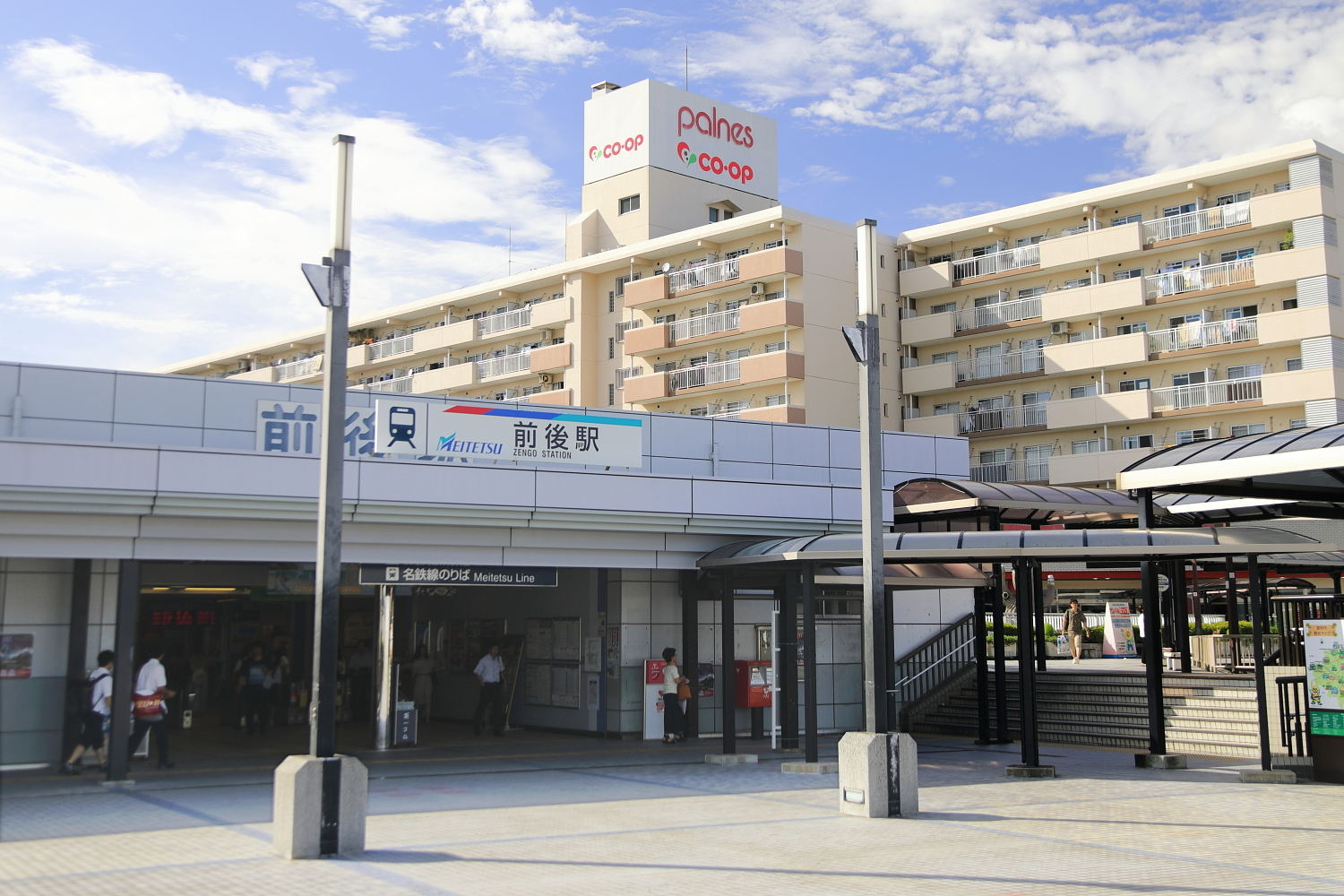
前後車站

### 公路
高速公路
- 伊勢灣岸自動車道：（刈谷市） - 豐明交流道（日语：豊明インターチェンジ） - （名古屋市）

## 觀光資源

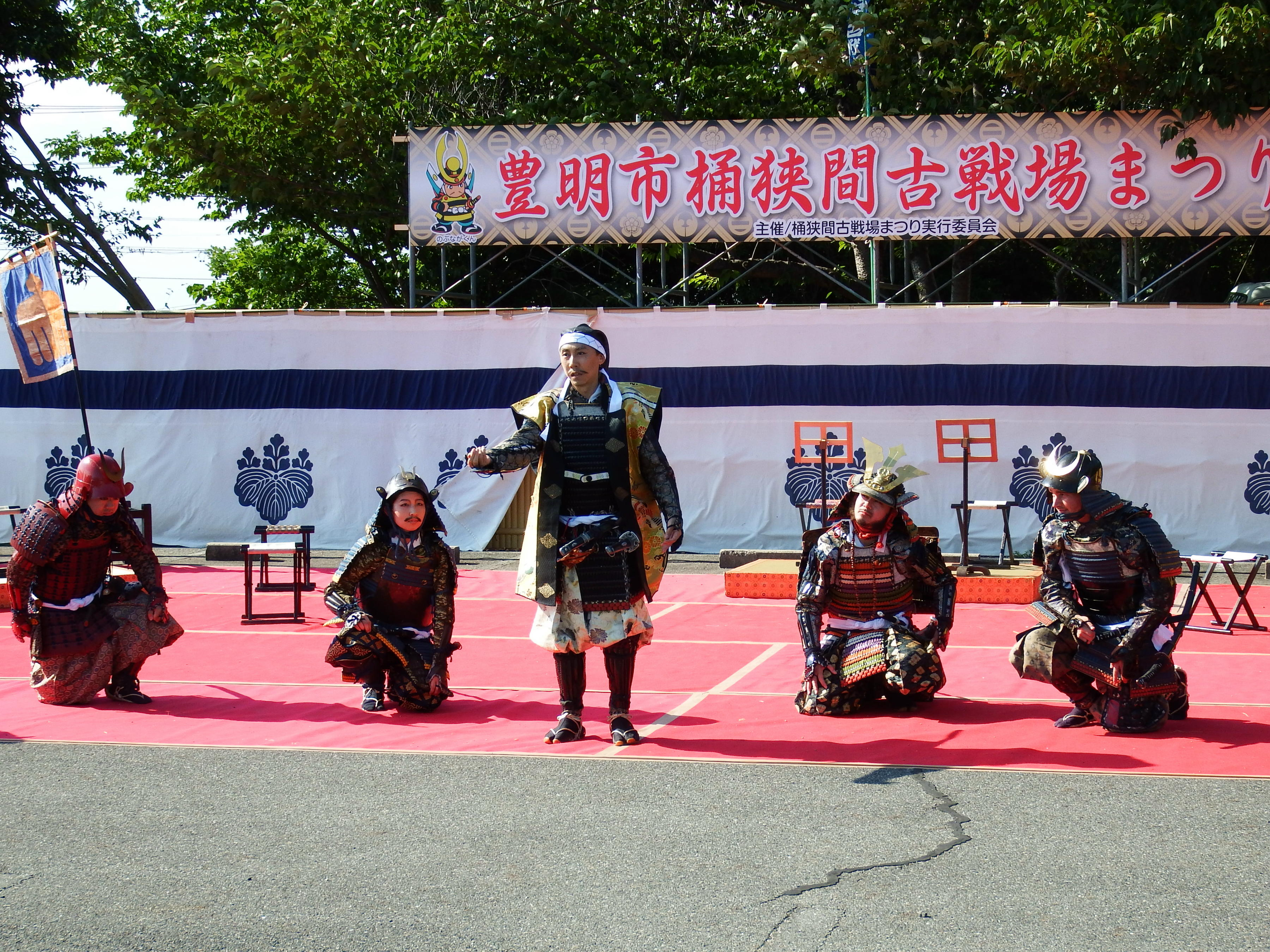
豐明市舉辦的桶狹間古戰場祭

16世紀讓織田信長開始崛起的著名戰爭桶狹間之戰一般認為發生在豐田市西側與名古屋市交界處的榮町南館地區周邊，該區域現在也以「桶狹間古戰場傳説地」為宣傳主軸，並有多個可能是過去追悼過去戰爭所留下來的石碑。

## 教育
豐明市內有藤田醫科大學及櫻花學園大學兩所高等教育學校，同樣都位於豐明市內西側與名古屋市交界處，藤田醫科大學醫院也是豐明市內最主要的醫療機構，櫻花學園大學則是以保育學部及學藝學部為主，在同一校區內還設有名古屋短期大學。
轄內的愛知朝鮮中高級學校為朝鮮在日本支持設立的朝鮮學校之一，也是在日本中部地方唯一設有高等學校部門的朝鮮學校。

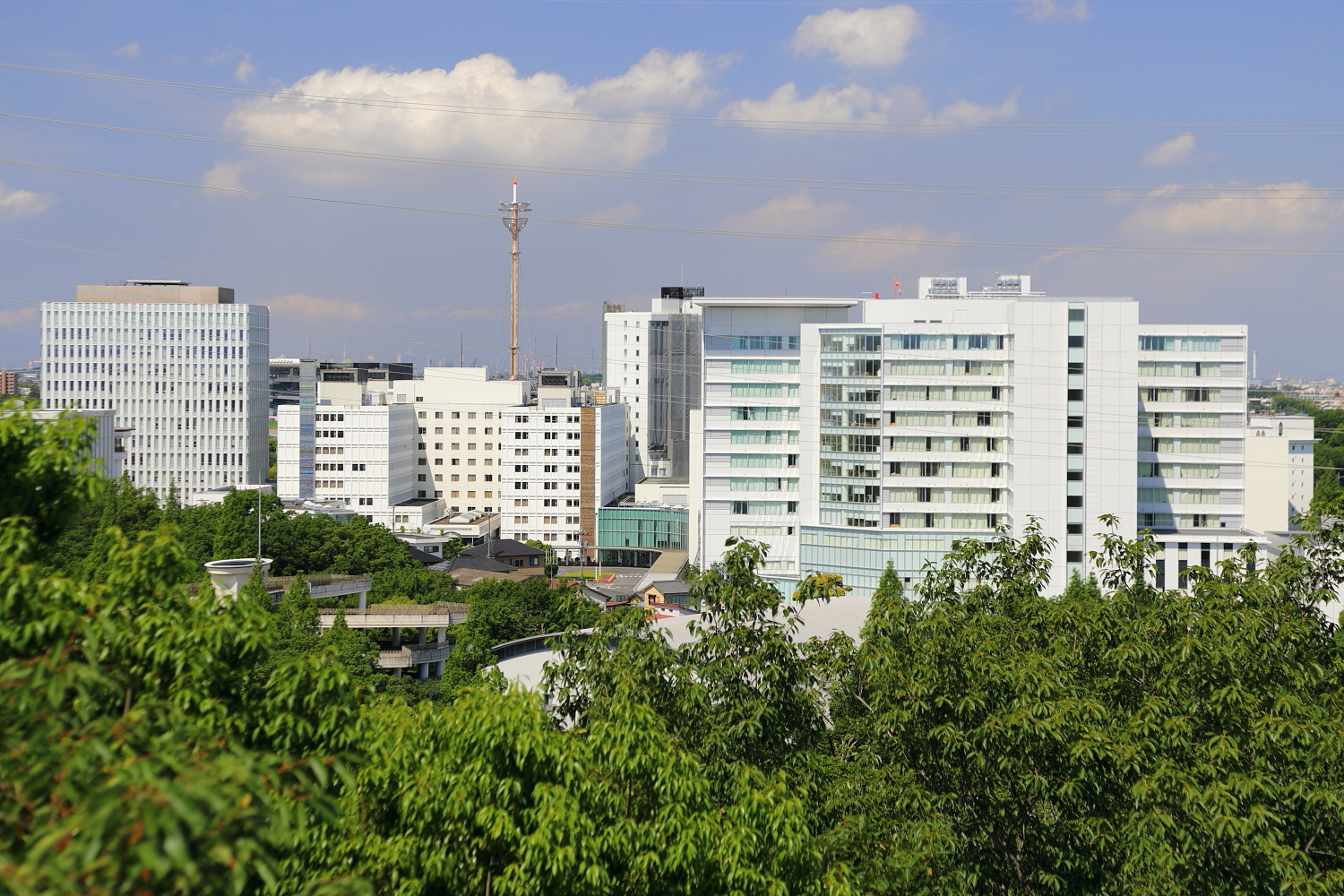
藤田醫科大學
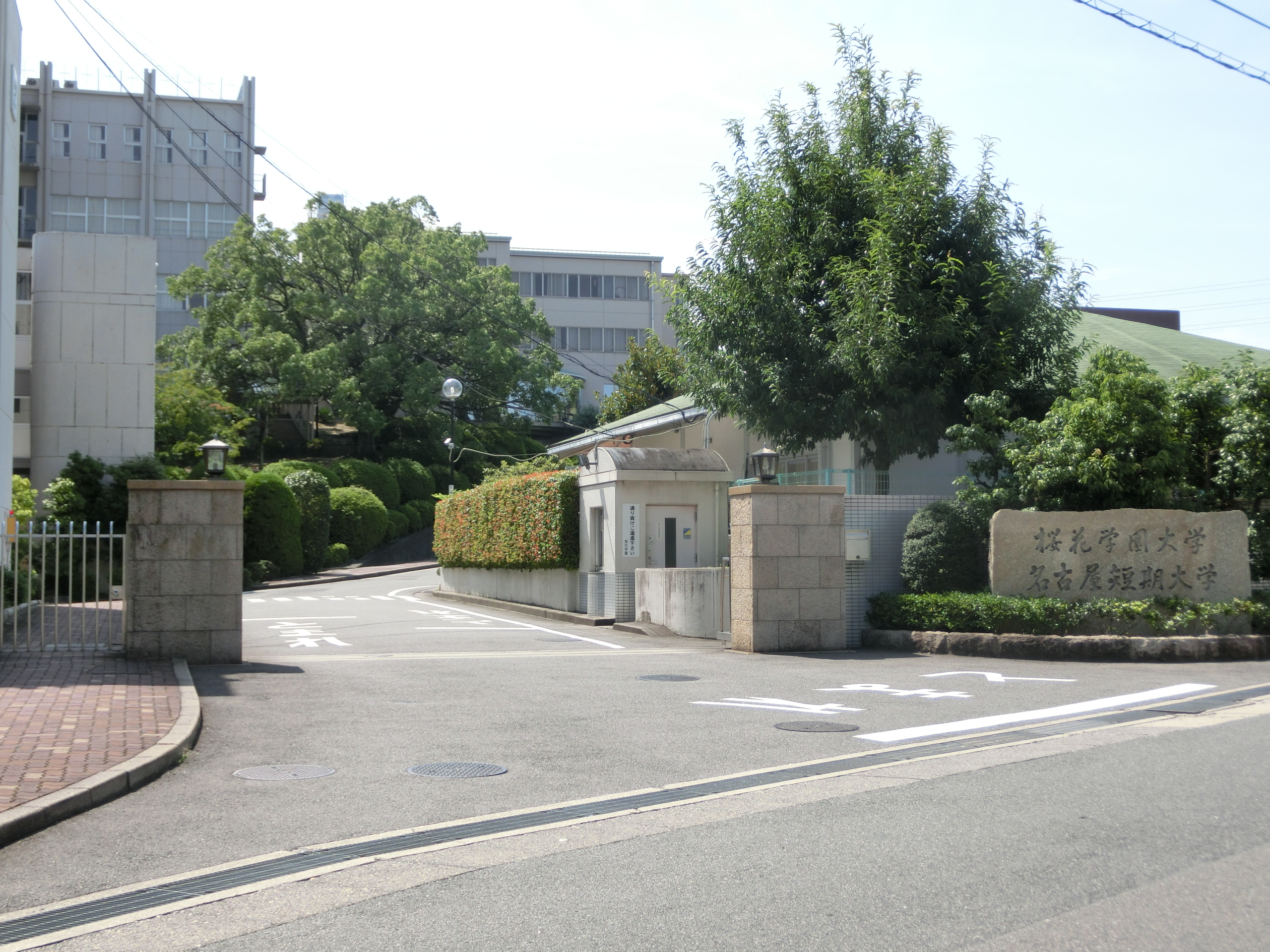
櫻花學園大學及名古屋短期大學的校門
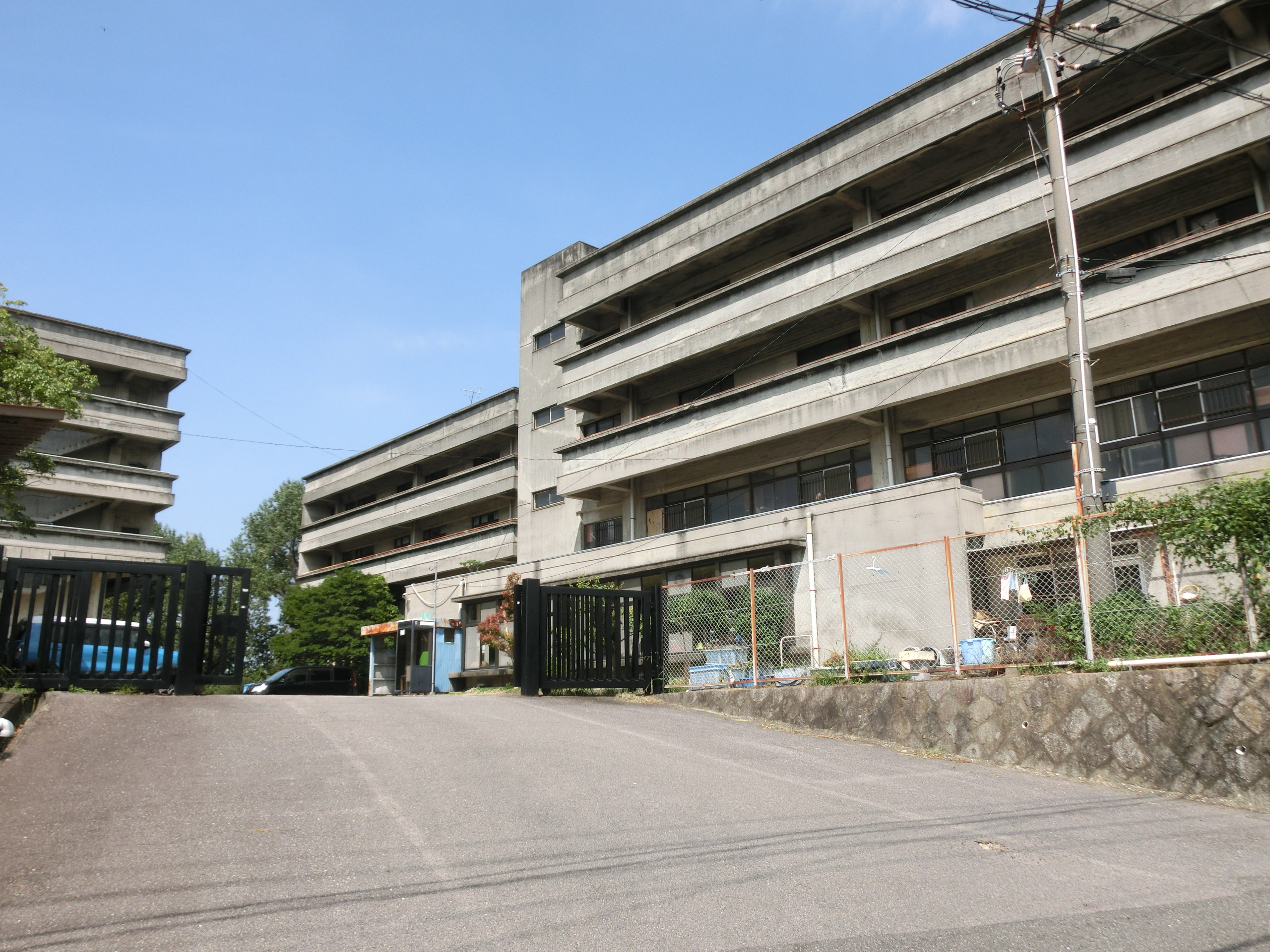
愛知朝鮮中高級學校

## 姊妹、友好城市

### 日本
- 豐根村（愛知縣）
兩地於1977年締結為友好都市。
- 上松町（長野縣）
兩地於2002年締結為友好都市。

### 海外
- 謝珀頓（英语：Shepparton）（澳洲維多利亞州）
兩地於2003年締結為友好都市。

## 外部連結
- （日語） 豐明市政府的Facebook專頁
- （日語） 豐明市廣報的X（前Twitter）
- （日語） toyoake_official的Instagram帳戶
- （日語） 豐明市觀光協會 （页面存档备份，存于）